# Cromatografia su strato sottile

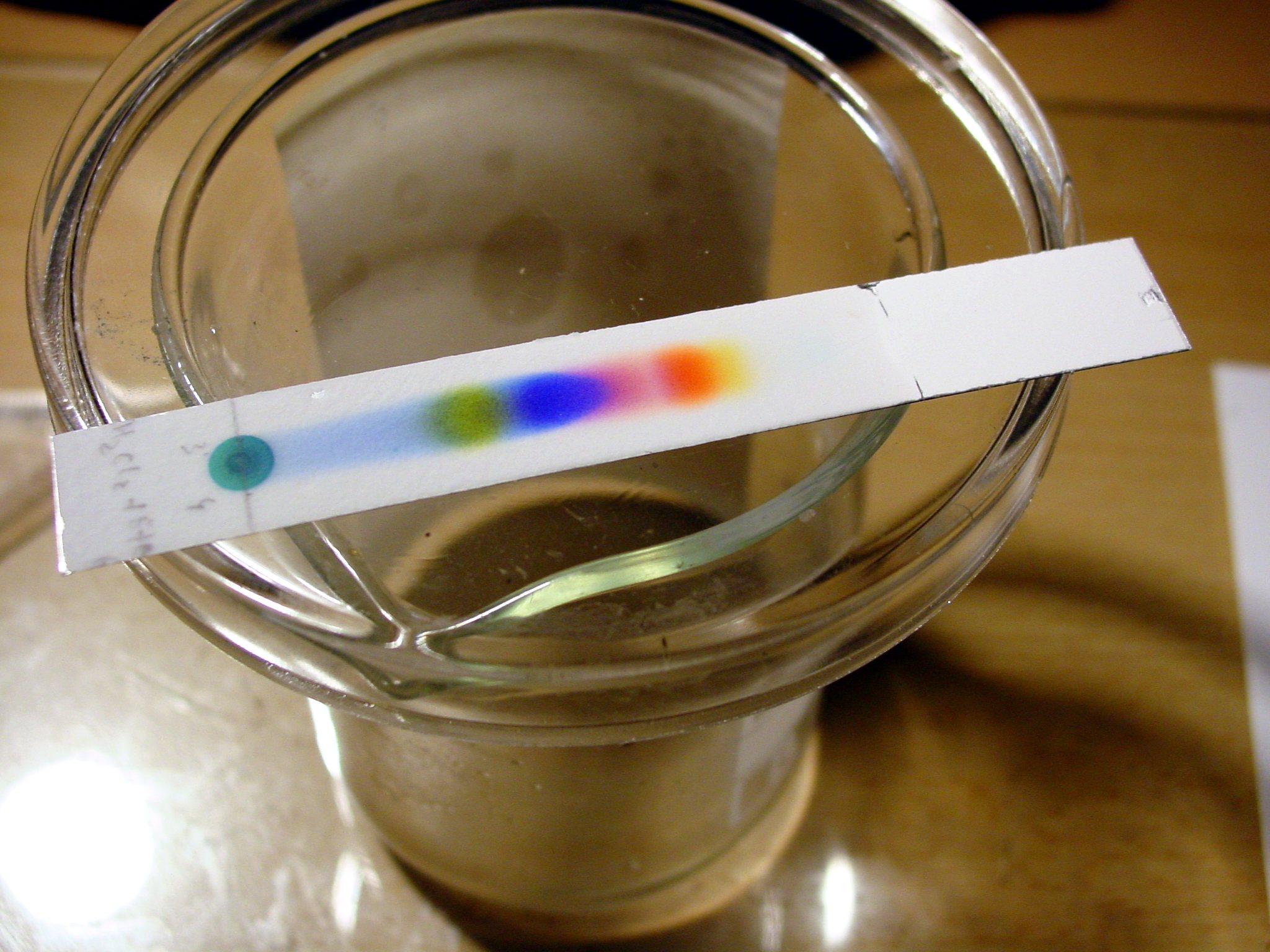
Separazione dei componenti di una goccia di inchiostro nero per TLC

La cromatografia su strato sottile o TLC, acronimo dell'inglese Thin Layer Chromatography, è una tecnica cromatografica di semplice preparazione e rapida esecuzione; questo la rende particolarmente adatta per l'esecuzione di valutazioni qualitative o semi-quantitative, nonché per seguire una reazione chimica durante il suo svolgersi.
Come tutte le cromatografie, si basa sulla diversa ripartizione di sostanze differenti tra una fase stazionaria ed una fase mobile, in funzione dell'affinità di ogni sostanza con esse.
La fase stazionaria è generalmente uno strato dallo spessore uniforme di circa 1 mm di materiale adsorbente, depositato su una lastra di vetro. Il materiale adsorbente può essere gel di silice, allumina, cellulosa in polvere o polvere di diatomee (kieselguhr), a seconda dell'applicazione richiesta.
La fase mobile è un solvente scelto (o una miscela di solventi), capace di separare i componenti della miscela da analizzare e poco affine per polarità alla fase stazionaria scelta.

## Esecuzione
Uno strato di fase mobile alto circa 1 cm viene posto sul fondo di un contenitore, nel quale si immerge l'estremità inferiore della lastra di vetro preparata col materiale adsorbente, sulla quale è stata previamente posta una goccia del campione da separare (o di una sua soluzione). La camera di sviluppo viene poi chiusa in modo da mantenere l'ambiente saturo di vapori di solvente.
Per effetto di capillarità il solvente sale lungo la lastrina, trascinando con sé in maniera differente i componenti della miscela e separandoli. La corsa del solvente può durare da una decina di minuti ad oltre un'ora.

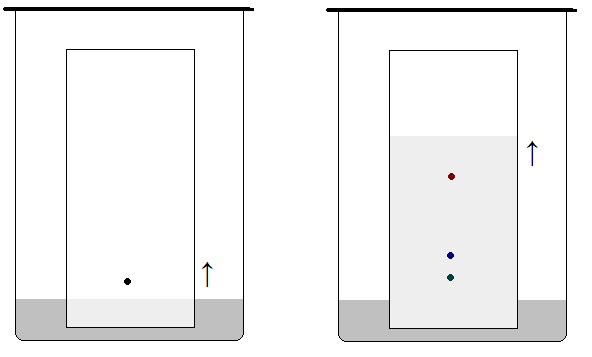
Rappresentazione di una separazione per cromatografia su strato sottile. L'immagine a sinistra rappresenta la situazione iniziale, quella a destra rappresenta la fine della separazione

Se la separazione non è stata sufficiente, si può ricorrere ad una separazione bidimensionale: in questo caso la lastra è di forma quadrata ed in un angolo di questa si deposita in un unico punto la soluzione da separare. Dopo aver proceduto alla separazione come di consueto, si ruota la lastra in modo che le componenti separate siano lungo una linea orizzontale, quindi si procede ad una nuova separazione con un differente solvente.

Procedendo in questo modo si riescono a separare sostanze molto affini fra loro e non altrimenti separabili.

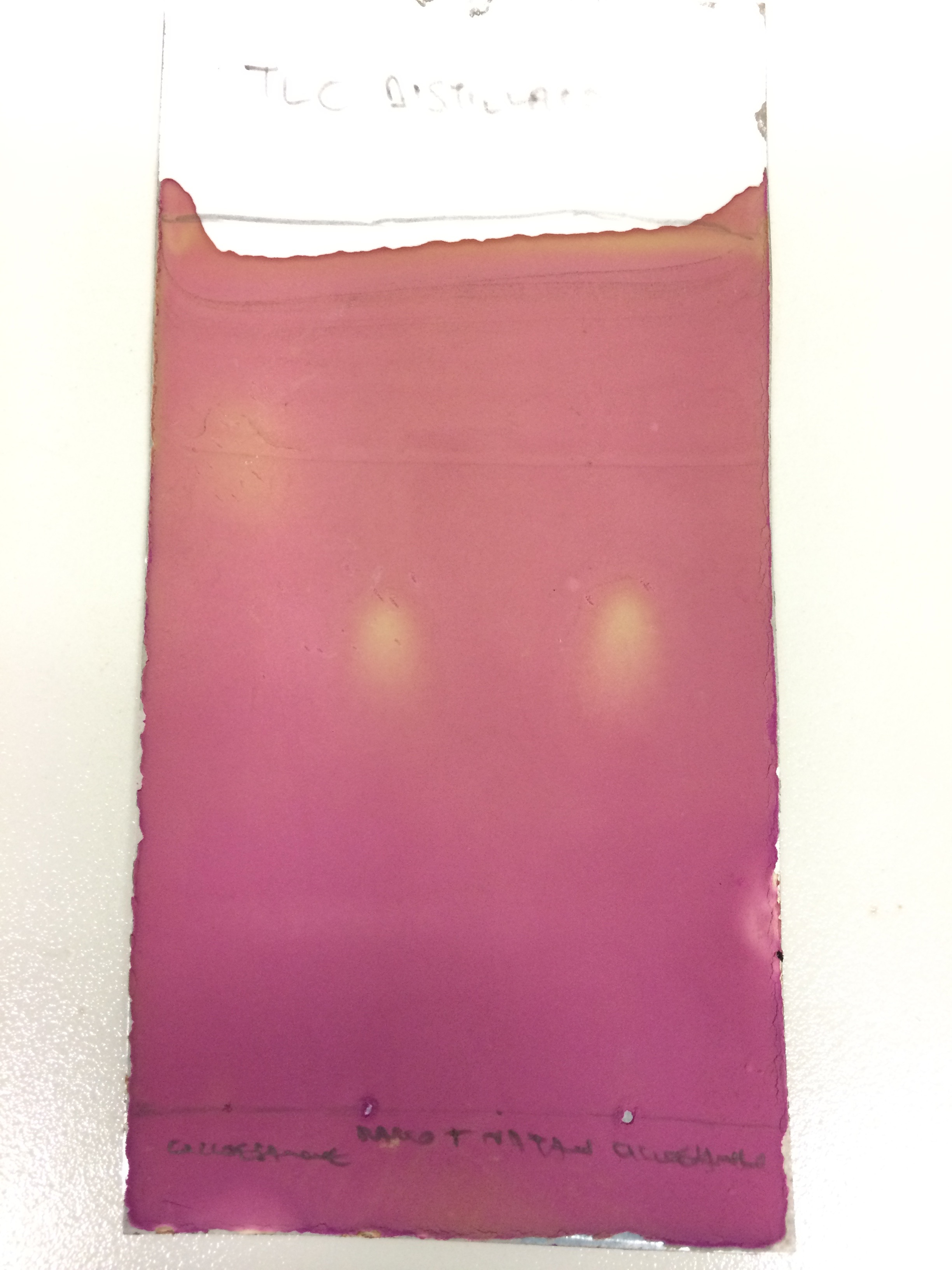
Una cromatografia al permanganato che dimostra che un distillato di cicloesanolo non contiene cicloesanone.

Qualora non sia possibile osservare direttamente le macchie di campione sulla superficie della lastrina - caso molto frequente - si può ricorrere all'osservazione sotto luce ultravioletta o alla reazione con reagenti che sviluppano composti colorati. Tra questi si annoverano lo iodio, il reattivo alla para-anisaldeide (soluzione di p-anisaldeide, acido solforico e acido acetico in etanolo), la soluzione di Pancaldi (una miscela ossidante a base di sali di cerio e molibdeno), la ninidrina, per rivelare gli amminoacidi evidenziandoli con colori diversi (giallo e svariate tonalità di violetto).

Per evidenziare genericamente composti organici, si usa anche spruzzare le lastre con una soluzione concentrata di acido solforico che, carbonizzando i composti organici, lascia degli aloni neri.
Prevedendo l'osservazione alla luce ultravioletta, la separazione viene effettuata su lastre già impregnate di una soluzione di fluoresceina. In questo modo qualsiasi sostanza presente attenuerà la fluorescenza e sarà evidenziata da aloni più scuri.
Per riconoscere con certezza le diverse componenti, a fianco della miscela da separare si depositano sulla lastra quantità note di sostanze di riferimento (dette standard).
Per effettuare una determinazione quantitativa, si utilizza una lastrina fluorescente per la separazione quindi si individuano e delimitano le zone contenenti la sostanza da analizzare e si asporta l'adsorbente che ne è impregnato, raccogliendolo. Si procede quindi al dosaggio della sostanza in questione.

La medesima procedura viene effettuata sulle macchie degli standard, quantitativamente noti, in modo da avere un termine di paragone per il dosaggio. Con semplici proporzioni dai dati del dosaggio si può quindi risalire alla quantità presente in assoluto.
Una misura semi-quantitativa approssimata può invece essere condotta confrontando l'intensità dell'alone scuro (in luce ultravioletta) o del colore sviluppato (per reazione con agenti sviluppanti) prodotto dal campione con quella di una serie di soluzioni di standard a concentrazioni differenti.
Analogamente alla HPLC riguardo alla cromatografia liquida su colonna, la HPTLC rappresenta una implementazione ad alta prestazione della cromatografia su strato sottile.
La TLC è una tecnica che trova spesso accoglimento nelle industrie chimiche specializzate nella produzione di coloranti o tinte di vario genere, che permette di verificare la corretta composizione del colore, individuando di conseguenza anomalie o tracce di coloranti che non devono essere presenti nei prodotti finiti.